# تنغ بالكه (مهاباد)
قرية تنغ بالكه (بالكردية: تەنگ باڵەکە) هي إحدى القرى التابعة لـمكريان الشرقية في ريف قسم مركزي من مقاطعة مهاباد، في محافظة أذربیجان الغربیة الإيرانية.

## السكان
حسب إحصاءات سنة 2006، بلغ إجمالي السكان في تنغ بالكه 163 نسمة وعدد المساكن 35 مسكن. لغة سكان تنغ بالكه هي اللغة الكردية و هم من أهل السنة والجماعة والمذهب الشافعي.